# Carrie 2 : La Haine
Cet article possède un paronyme, voir Carrie.
Série Carrie
Carrie au bal du diable
(1976) Carrie : La Vengeance
(2013)
Pour plus de détails, voir Fiche technique et Distribution.
Carrie 2 : La Haine ou Carrie 2 : La Rage au Québec (The Rage: Carrie 2) est un film américain de Katt Shea sorti en 1999. Le film est  la suite du film de Brian De Palma Carrie au bal du diable, sorti en 1976, adapté du roman éponyme de Stephen King.
Le film suit Rachel Lang qui subit les moqueries de ses camarades de lycée. Privée de l'affection de sa mère, internée depuis de longues années pour schizophrénie, Rachel n'a pas trouvé de réconfort auprès de sa famille adoptive. En outre, la jeune fille est troublée par d'étranges facultés de télékinésie dont elle ignore l'origine. Quand Lisa, sa meilleure amie, se suicide, abusée par un joueur de l'équipe de football, l'univers fragile de Rachel bascule. Piégée et humiliée, Rachel laisse alors exploser le pouvoir dévastateur de sa colère.

## Synopsis
Depuis 1986, la petite Rachel Lang est recueillie par une famille d'accueil parce que sa mère nommée Barbara est une schizophrène qui est internée à l'hôpital psychiatrique. 13 ans après, en septembre 1999, Rachel vit avec ses tuteurs qui l'ont élevée mais avec qui elle ne s'entend pas et entre au lycée. Depuis que son amie Lisa Parker s'est suicidée en se jetant du toit du lycée (à cause d'Eric Stark un joueur de football qui l'a rejetée après l'avoir exploitée sexuellement), Rachel est au plus mal.
Rachel est interrogée quant aux circonstances du suicide de Lisa par Sue Snell, la conseillère du lycée. 
Eric est dans un café avec Mark, un de ses amis, et évoque sa rupture avec Lisa en expliquant qu'il ne désirait pas cela. On découvre qu'Eric et ses camarades de jeu s'étaient lancés dans un concours de séduction de filles durant l'année et que Lisa ne comptait pas pour lui.
Jesse Ryan, un autre joueur de football vient accompagné de Mark, au travail de Rachel. Elle développe des photos. Mark demande à Rachel de lui donner les photos que Lisa avait demandé à faire développer en échange d'argent. Celle-ci refuse. Rachel découvre une photo de Lisa et Eric. Rachel montre la photo à la police et avoue que Lisa lui avait dit qu'elle avait perdu sa virginité. Le shérif Kelton et Sue Snell lancent des accusations d'abus contre Eric qui arrive sur ses 18 ans.
Pendant la soirée, Rachel prend conscience de ses pouvoirs télékinésiques en faisant bouger une cuillère et trembler les murs.
Plus tard, le chien de Rachel est renversé par une voiture. Jesse, après avoir passé la soirée avec une fille, rentre chez lui et trouve Rachel en plein milieu de la route, son chien Walter dans les bras. Il l'aide à s'en occuper et l'emmène chez le vétérinaire. Jesse n'est pas insensible à Rachel et s'intéresse à elle. Il la voit différemment de Tracy Campbell, une pom pom girl qui le poursuit sans répit et souhaite sortir avec lui. Ils se retrouvent ensuite dans un café où ils apprennent à se connaître.
Pendant un rendez-vous avec Rachel, Sue essaie de parler de ses pouvoirs télékinésiques. Sue questionne Rachel sur sa mère et tente de la rencontrer à l'asile, et dont la schizophrénie s'est stabilisée. Rachel n'est pas en mesure de se contrôler et fait tomber un mug du bureau de Sue.
Pendant ce temps, Eric et Mark apprennent que Rachel les aurait dénoncé quant au décès de Lisa. Pendant un entraînement, Éric se fait interroger par la police sur sa relation avec Lisa (à cause de la photo trouvée par Rachel et ses aveux). Ils souhaitent effrayer Rachel en venant chez elle et en l'agressant mais elle utilise ses pouvoirs télékinésiques sur eux.
N'ayant pas pu aller à un rendez vous prévu avec Jesse a cause de Mark et d'autres garçons, Jesse le lui reproche. Tracy ne comprend pas ce que Jesse trouve à Rachel et fait preuve de beaucoup de jalousie à son égard. Jesse finit par lui expliquer qu'il n'est pas comme les autres sportifs du lycée. Elle accepte de le revoir. 
Plus tard, Jesse se confronte à Mark par rapport à ses agissements envers Rachel et défend cette dernière.
Sue a de nouveau rendez-vous avec Rachel et évoque avec elle un test dont les réponses la laisse dubitative. Elle tente à nouveau de parler des pouvoirs psychiques de Rachel. Se sentant acculée, elle brise une boule de neige sur le bureau de Sue, qui se remémore le bal de Carrie quelques années plus tôt.
Rachel et Jesse sont en rendez vous et il lui avoue qui il est réellement en se confiant sur ses émotions et sentiments. Ils finissent par s'embrasser dans la voiture. Rachel lui confie qu'elle est toujours vierge et souhaite que cela soit spécial.
Sue visite Barbara à l'asile. Elle évoque les pouvoirs télékinésiques de Rachel. La mère de Rachel l'informe alors au sujet du père de Rachel qui se nomme Ralph White, qui est aussi le père de Carrie White. Mais Barbara ne souhaite pas que les gens soient effrayés par Rachel après ce qu'il s'est passé avec Carrie.
Après cela, Sue va voir Rachel et lui demande de l'accompagner dans les restes de l'ancien lycée incendié, où Carrie avait causé la destruction avec sa rage télékinésique en 1976 à l'issue d'une humiliation de plus durant le bal. Sue explique qu'elle est la seule survivante de cet incident. Elle explique qu'elle connait tout sur la télékinésie et sur Carrie. Elle dévoile ensuite que Carrie était la demi-sœur de Rachel, mais celle-ci ne la croit pas et part.
Quelque temps après, les accusations contre Eric au sujet du suicide de Lisa sont évoquées devant la police. Le fait que les garçons soient tous majeurs et aient couché avec des mineurs est mis sur la table. Les garçons participants sont tous issus de familles riches et puissantes et il y a une volonté de ne pas ébruiter cela pour ne pas gâcher la réputation de ces familles.
Tracy, toujours aussi jalouse de Rachel souhaite élaborer un plan pour mettre à mal sa relation avec Jesse. Elle n'accepte pas d'être mise au deuxième plan derrière Rachel. Mark pense à un stratagème pour cela. Il rejoint Jesse à la salle de sport et l'amadoue pour qu'il lui fasse à nouveau confiance.
Monica Jones, la petite amie de Mark, se lie amicalement avec Rachel avec des faux prétextes. Mark revient vers Jesse et simule une réconciliation avec Rachel en préparant pour elle et Jesse une soirée intime. Il demande à Jesse de l'inviter à une des soirées qu'il organise pour pouvoir s'excuser. Rachel et Jesse partent en rendez-vous. Il invite Rachel à la soirée de Mark, elle accepte. Après des hésitations, ils finissent par faire l'amour, pendant que Mark les filme à leur insu.
À son retour chez elle, Rachel est punie par sa famille d'accueil qui lui interdit de sortir pendant une semaine.
De retour à l'asile de la mère de Rachel, Sue demande à Barbara l'autorisation de dévoiler l'identité du père de Rachel.
Le match de football a lieu, mais Rachel ne peut y assister. Cependant, elle s'échappe de chez elle et court pour voir le match et Jesse qui a fait gagner son équipe. Rachel se rend à la fête chez Mark accompagnée par Monica. Pendant ce temps, Jesse sort du vestiaire, mais sa voiture a été vandalisée. Il se voit dans l'obligation de monter avec Tracy pour aller à la soirée. Elle tentera en vain de le séduire.
Durant la fête, Rachel fait face à Mark et Chuck, qui dévoilent les rapports sexuels qu'ils ont eus et racontent à Rachel qu'elle n'est qu'une fille ajoutée sur la liste des filles avec qui Jesse a couché. Ils diffusent des images de Rachel sur les écrans de la soirée. Ceci provoque la fureur et la télékinésie de Rachel, les portes claquent comme par magie. Elle tue les personnes présentes avec les vitres brisées et provoque un incendie. Au même moment, Sue et Barbara arrivent pour trouver Rachel, mais Sue est transpercée par un tisonnier a travers la porte d'entrée. Ensuite Rachel se lance à la poursuite de Monica, Eric et Mark dans la propriété. Rachel commence par tuer Monica en éclatant ses lunettes dans ses yeux qui, sous le coup de la douleur, transperce l'entrejambe d'Eric au harpon qui décède. Mark abat Rachel au lance fusée qui tombe dans la piscine. Mark va vérifier si elle est toujours vivante mais Rachel surgit hors de la piscine et active le capteur automatique de la fermeture de la piscine. Elle s'en échappe pendant que Mark meurt asphyxié et noyé.
Rachel qui est blessée se retrouve face à sa mère Barbara, qui cherche à la réconforter, mais celle-ci pense qu'elle est possédée par le diable et s'enfuit. C'est à ce moment que Jesse et Tracy arrivent. Rachel tue Tracy en envoyant des débris de béton sur elle. 
Au balcon, Rachel est face à Jesse et lui parle de la liste et de la vidéo d'elle et lui. Jesse lui parle sincèrement de ses sentiments et est sauvé par Rachel lorsqu' bloc de béton lui tombe dessus. Au dernier moment, elle envoie Jesse atterrir dans la piscine pendant qu'elle prend feu et meurt brûlée vive.
L'année suivante, en 2000, Jesse est étudiant à l'Université King et a recueilli le chien de Rachel. Dans sa chambre, Jesse a une  vision de Rachel où ils s'embrassent et elle finit brisée en morceaux. Jesse se rend compte que ce n'était qu'un cauchemar.

## Famille
Rachel Lang est la demi-sœur de Carrie White, elle possède les mêmes pouvoirs qu'elle.
Barbara, la mère de Rachel Lang, est atteinte de schizophrénie et privée de la tutelle de sa fille ; elle est devenue folle à cause de la perte de Ralph White. Contrairement à Margaret (mère de Carrie White), elle n'est pas si mauvaise que cela.
Ralph White qui est le père de Carrie White et Rachel Lang est décédé à la suite de la chute d'une poutre sur le chantier où il travaille. Ceci est mentionné dans le livre Carrie de Stephen King.

## Fiche technique
- Titre original : The Rage : Carrie 2
- Titre français : Carrie 2 : La Haine
- Titre québécois : Carrie 2 : La Rage
- Réalisation : Katt Shea
- Scénario : Rafael Moreu
- Photographie : Donald M. Morgan (de) et Steven Poster (seconde équipe)
- Société de distribution : United Artists
- Pays :  États-Unis
- Langue : anglais
- Genre : Horreur, fantastique, drame
- Durée : 104 minutes
- Date de sortie : 1999
- Interdit aux moins de 12 ans

## Distribution
- Emily Bergl (V. F. : Sylvie Jacob ; V.Q. : Christine Séguin) : Rachel Lang
- Jason London (V. F. : Cédric Dumond ; V.Q. : Joël Legendre) : Jesse Ryan
- Amy Irving (V. F. : Françoise Dorner ; V.Q. : Élizabeth Lesieur) : Sue Snell
- J. Smith-Cameron (V. F. : Anne Jolivet ; V.Q. : Natalie Hamel-Roy) : Barbara Lang
- Dylan Bruno (V. F. : David Kruger ; V.Q. : Gilbert Lachance) : Mark Bing
- Zachery Ty Bryan (V. F. : Alexis Tomassian ; V.Q. : Olivier Visentin) : Eric Stark
- John Doe (V. F. : François Siener) : Boyd
- Rachel Blanchard (V. F. : Dorothée Pousséo ; V.Q. : Hélène Lasnier) : Monica Jones
- Charlotte Ayanna (en) (V.Q. : Christine Bellier) : Tracy Campbell
- Mena Suvari (V.Q. : Sophie Léger) : Lisa

Source et légende : Version française (V. F.) sur Doublagissimo